# Maximus von Imhof

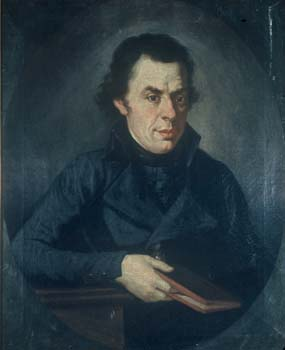
Maximus von Imhof

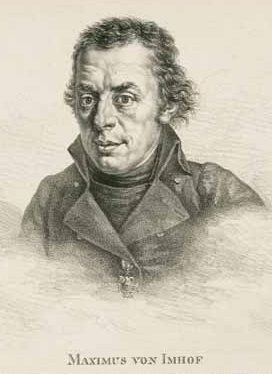
Maximus von Imhof

Maximus Imhof, ab 1808 Ritter von Imhof, (* 26. Juli 1758 in Reisbach als Johann Evangelist Imhof; † 11. April 1817 in München) war ein deutscher Augustiner-Eremit und Naturforscher. Er war einer der ersten bayerischen Naturwissenschaftler in der Zeit, in der sich der moderne Wissenschaftsbegriff zu entwickeln begann.

## Leben
Imhof wurde als eines von sechs Kindern eines Schusters im niederbayerischen Reisbach geboren. Nach seiner Schulzeit in Landshut trat er 1780 dem Augustinerorden bei und erhielt 1782 die Priesterweihe. Im Münchner Kloster studierte er von 1786 bis 1791 Physik, Mathematik und Philosophie. 1791 wurde er in die Philosophische Klasse der Bayerischen Akademie der Wissenschaften berufen, deren Vorsitzender er 1800 wurde.
1791 wurde Imhof als Professor für Physik, Höhere Mathematik und Ökonomie an das Münchner Lyzeum berufen, wo er sich vor allem den Naturwissenschaften widmete.
1798 wählte ihn das Münchner Augustinerkloster zu seinem Prior. 1802 trat er aus dem Augustinerorden aus und erhielt ein Kanonikat an der Frauenkirche.
1808 war der Geistliche einer der ersten Ritter des neu gestifteten Verdienstordens der Bayerischen Krone und wurde dadurch in den persönlichen Adelsstand eines Ritter von erhoben.
Maximus von Imhof gehört zu den Begründern des Münchner Oktoberfests.

## Grabstätte

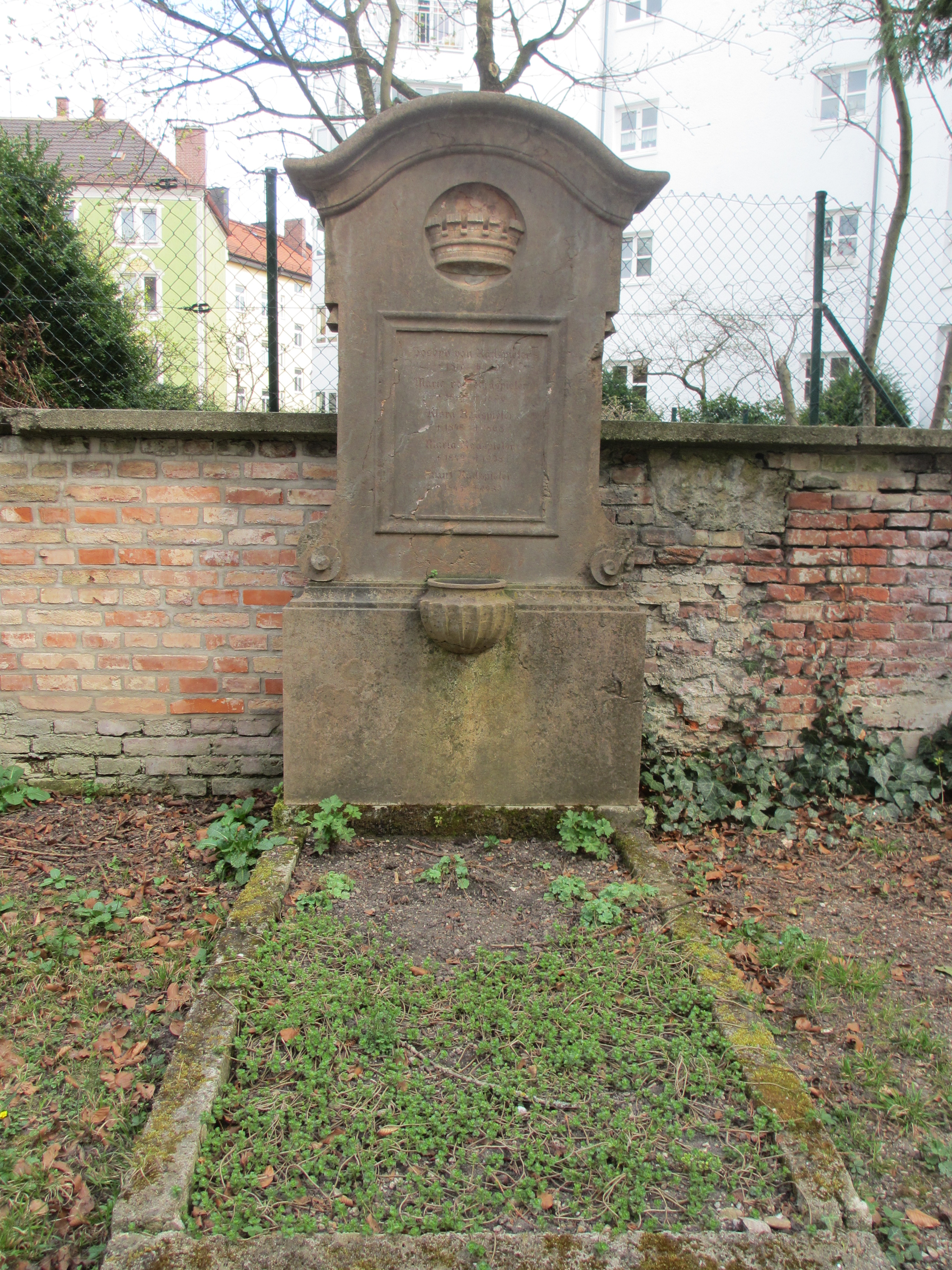
Grab von Maximus Imhof auf dem Alten Südlichen Friedhof in München

Die Grabstätte von Maximus Imhof befindet sich auf dem Alten Südlichen Friedhof in München (Mauer Links Platz 125 bei Gräberfeld 3/5) Standort.

## Ehrungen
In Reisbach (Landkreis Dingolfing-Landau) trägt eine Straße seinen Namen. Ebenso wurde die Volksschule in Reisbach nach ihm benannt. Auf dem Campus der TU München in Freising ist das Maximus von Imhof-Forum seit dem 15. Oktober 2009 auf Initiative der Hochschulleitung nach ihm benannt.

## Werke

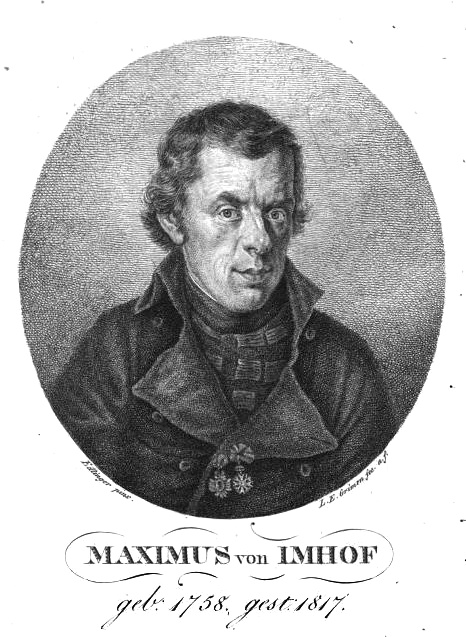
Maximus von Imhof mit dem Verdienstorden der Bayerischen Krone (rechter Orden)

Seine Lehrbücher der Physik und Chemie waren richtungsweisend. Erwähnt seien die für den Lyzeumsunterricht geschriebenen Institutiones Physicae (1796; von Johann Georg Prändel 1802 als Anleitung zur Naturlehre ins Deutsche übertragen), sowie der Grundriss der öffentlichen Vorlesungen über die Experimental-Naturlehre in zwei Bänden mit über 700 Seiten
(1793–1795). Die Anfangsgründe der Chemie zum Gebrauch für öffentliche Vorlesungen folgten im Säkularisationsjahr 1803, verlegt bei Joseph Lentner in München. Dieses Werk ist eines der ersten modernen Chemielehrbücher überhaupt und wurde zum Vorbild für Nachfolgewerke, wie sie im 19. Jahrhundert aus der Feder von Julius A. Stöckhardt (1846) und jener von W. F. A. Zimmermann (1858) Berühmtheit erlangten.
Weitere bedeutende Werke Imhofs sind Theoria electricitatis (München, 1790), Institutions physices (München, 1796), Experimentelle Naturlehre (München, 1795), Anfangsgründe der Chemie (München, 1802) und Anweis über Blitzableiter (München, 1816).

## Leistungen
Nach dem Urteil des Botanikers Franz von Paula Schrank hat sich Imhof „seinem Vaterlande theils für lange Zeiten, theils für immer unvergesslich gemacht“ (Akademischer Nekrolog).
Maximus Imhof darf auf Grund seiner breiten Wirkungsweise als einer der ersten bayerischen Naturwissenschaftler im modernen Sinn betrachtet werden. Was die Chemie betrifft, so wandelte sie sich zu Imhofs Lebzeiten von der traditionellen, theologisch durchwirkten Alchemie zur modernen Naturwissenschaft Chemie. Just als Imhof seine Lehrtätigkeit an der Akademie aufnahm, veröffentlichte der französische Chemiker Antoine Laurent de Lavoisier (1743–1794) seine neue Theorie der Oxidation. Damit war dauerhaft widerlegt, dass es einen „Feuerstoff“ gibt, genannt Phlogiston, sondern dass die Oxidation vielmehr auf einer Aufnahme von Sauerstoff beruht. Nicht mit einer Gewichtsabnahme durch das entweichende Phlogiston also, sondern zu einer Gewichtszunahme durch den aufgenommenen Sauerstoff ist der Oxidationsprozess verbunden. Diese grundlegende Erkenntnis machte die Chemie zur Wissenschaft und schlug auf deren Entwicklung in Windeseile durch. Auch Maximus Imhof bekam Kunde davon, ebenso wie er mit der Philosophie Kants vertraut war. Als frommer Aufklärer war er umso mehr davon überzeugt, dass die Schöpfungen Gottes auf rationale Weise erfassbar sind. Zeitlebens trieb ihn diese Überzeugung. Die Anfangsgründe der Chemie sind ein literarisches Zeugnis für den Wandel der Chemie zur Wissenschaft: Imhof beschreibt, erklärt und gibt Anleitungen, wie man Glas erzeugen oder Bleiverunreinigungen im Bier aufspüren kann.
In ganz Bayern bekannt wurde Imhof durch seine Bemühungen um die Verbreitung des Blitzableiters. Nach eigenen Angaben wurden in Bayern zwischen 1795 und 1816 nach seinem Konzept nicht weniger als 1038 Blitzableiter gesetzt. Imhofs Verbesserung bestand darin, dass er die Erfindung Benjamin Franklins (1752) statt aus Eisenstangen aus geflochtenem Messingdraht konstruierte. Hiermit lebte er seine Überzeugung, „dass die Wissenschaften erst dann ihren vollen Werth erhalten, wenn sie auf das Wohl unserer Mitmenschen berechnet sind“ (Akademierede, 1811). Zu seinen Schriften gehören Über das Schießen gegen herumziehende Donner- und Hagelwetter (1811) sowie Theoretisch-praktische Anweisung zur Anlegung und Erhaltung zweckmäßiger Blitzableiter (1816).